# Golub (jezioro)
Golub (niem. Golupp See) – jezioro w woj. warmińsko-mazurskim, w powiecie ostródzkim, w gminie Łukta. Powierzchnia zwierciadła wody według różnych źródeł wynosi od 4,8 ha do 5,54 ha, znajdujące się w Lasach Taborskich, na wschód od osady Prośno.